# Ħbieb u Għedewwa
Ħbieb u Għedewwa è una soap opera maltese trasmessa su TVM a partire dal 2014.

## Trama
La soap racconta le vicende delle famiglie Cassar e Zammit Torreggiani.